# Вікінг (комікси)
«Вікінг» (англ. Viking) — серія коміксів, що належить її творцям, опублікована видавництвом «Image Comics». Зі сценарієм та ідеєю від Івана Брендона та малюнком Ніка Кляйна.

## Персонажі
- Акі (англ. Aki) — головоріз короля Брама.
- Анніккі (англ. Annikki) — принцеса вікінгів, дочка короля Брама Тихого.
- Борк (англ. Bork) — торговець, зброяр.
- Брам (англ. Bram) — король вікінгів, носить титул "Тихий".
- Еґіль (англ. Egil) — злочинний рейдер, брат Фінна і Кетиля.
- Фінн (англ. Finn) — злочинний рейдер, брат Еґіля і Кетиля.
- Кетиль (англ. Ketil) — маленький хлопчик, наймолодший з трьох дітей. Брат Еґіля й Фінна.
- Озур (англ. Ozur) — старий дід Еґіля, Фінна й Кетіля.

## Сюжет

### Випуск #1
Еґіль і Фінн вбивають групу вікінгів на чолі з людиною на ім'я Кнут, крадуть їх схованку зі зброєю для своїх власних цілей, залишаючи одного гінця в живих, щоб рекламувати свою браваду. Отримавши його послання, цей посланник був відданий смерті Акою й царем Брамом.
Принцеса Анніккі тим часом вправляється у стрільбі з лука в лісі, а її батько дивиться на це. З лісу виходить великий ведмідь і з цікавістю оглядає її. Король Брем має намір вбити його за те, що він погрожував своїй дочці, але його зупиняє Анніккі, яка рятується від цієї ситуації з серією подряпин уздовж лівої щоки, де ведмідь подряпав її під час огляду.
Брати Еґіль і Фінн продають свої нечесно нажиті товари торговцю Борку і відвідують свого діда Озура, після чого вони беруть свого молодшого брата Кетиля на День сімейного відпочинку.
Хлопчик необачно кидається грати в рейдера, коли на трьох братів нападає інша група вікінгів. Це брат убитого батога і його люди, які закололи Кетиля і почали жорстоко бити Еґіля. Фінн кидається в бійку, і коли він витягує свою зброю, закінчується перший випуск серії.

## Історія публікації
Перший випуск вийшов 22 квітня 2009 року, та був розпроданий ще до того, як надійшов у продаж.
П'ятий випуск вийшов у січні 2010 року і завершив першу арку. Після цього серія більше не публікувалася.